# Cartel des chevaliers templiers
Le Cartel des chevaliers templiers (en espagnol Los Caballeros Templarios) est une organisation de narcotrafic mexicaine basée dans l'État mexicain du Michoacán et composée à l'origine de ce qu'il restait du cartel La Familia Michoacana,. Dominant le Michoacán pendant plusieurs années, le groupe est considérablement affaibli depuis sa guerre de 2013 contre les groupes d'autodéfense communautaires formés par des habitants de l'État. L'organisation est depuis embourbée dans des conflits mineurs l'opposant à des groupes criminels rivaux.

## Histoire

### Fondation et essor
Après l'annonce de la mort présumée de Francisco Montes et de Nazario « El Chayo » Moreno González, dirigeants du cartel de La Familia Michoacana, le 9 décembre 2010, une scission s'opère au sein de l'organisation. Certains des cofondateurs du cartel, dont Nazario Moreno González (en fait toujours vivant), les frères Fred et Frank Montes, Servando « La Tuta » Gómez Martínez et Dionisio Loya Plancarte, forment un groupe dissident baptisé les Caballeros Templarios (Chevaliers Templiers en français). Ils sont suivis par une grande partie des membres de La Familia Michoacana et Moreno González prend la tête du nouveau cartel, secondé par « La Tuta ». José de Jesús Méndez Vargas garde pour sa part la direction de La Familia, désormais grandement diminuée et en lutte pour le contrôle du Michoacán. 

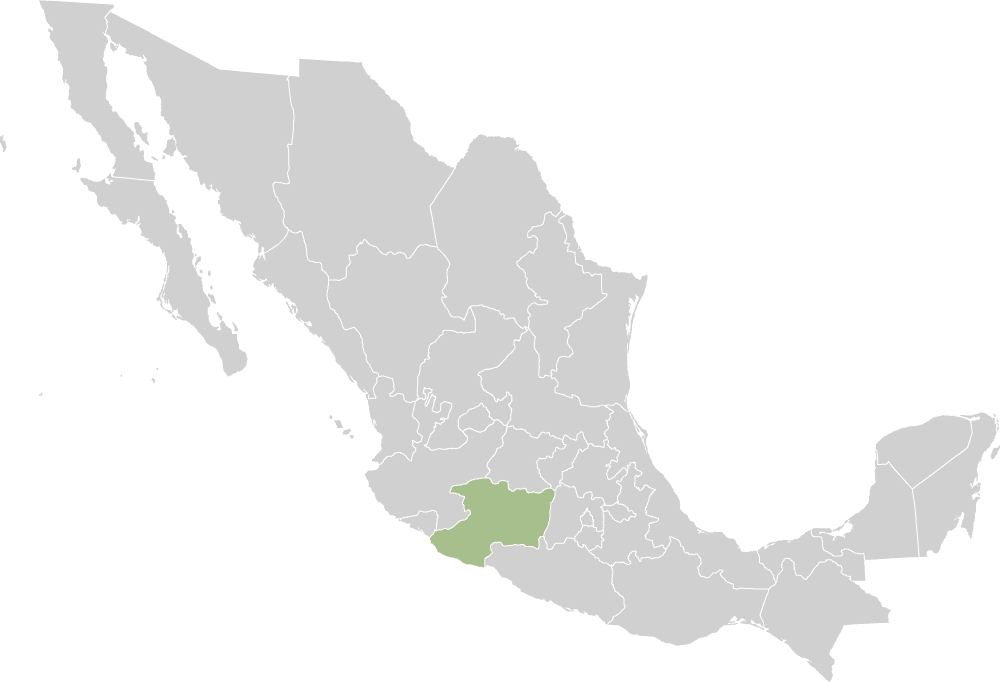
L'Etat mexicain du Michoacán, fief du Cartel des Chevaliers Templiers

Comparable à une secte à certains égards, le cartel des Templiers endoctrine ses membres selon un code, qui leur dicte de « combattre et mourir » pour le groupe, et prétend remplir une mission divine. Ce mode opératoire est hérité de celui de La Familia, qui avait déjà recours à la religion pour maintenir la cohésion de ses troupes. L'organisation parvient à prendre le total contrôle des opérations gérées auparavant par La Familia Michoacana (aujourd'hui disparue), dans les Etats du Michoacán, de Guerrero, l'État de Mexico ou encore de Morelos. 
L'emprise des Templiers sur le Michoacán leur assure un rôle important dans le trafic de cocaïne et de méthamphétamine, qui transite par le port pacifique de Lázaro Cárdenas. Faute d'accès direct à la frontière américaine, ils doivent cependant collaborer avec d'autres groupes criminels pour acheminer leur marchandise vers le nord. L'extorsion, sous la forme d'une « protection » prélevée auprès des commerces de la région, constitue une autre source importante de revenus pour l'organisation,. 
Avec le cartel de Sinaloa et le cartel du Golfe, les Templiers forment un éphémère gang commun connus sous le nom de « Cárteles Unidos » (ou « Cartels unis » en français) ou « La Resistencia ». Ce groupe composé de tueurs bien entraînés est voué à éliminer les membres du cartel rival de Los Zetas, alors en train de s'implanter dans les territoires anciennement tenus par la Familia Michoacana, dans les Etats de Michoacán et Jalisco. Les Templiers affrontent en outre le Cartel de Jalisco Nouvelle Génération, un groupe criminel en pleine ascension dans la région. 

### Visite de Benoît XVI et «narco-banderoles»
En prévision d'une visite de l'ancien pape Benoît XVI à la fin mars 2012, dans l'État mexicain de Guanajuato, le Cartel des Templiers installe 14 banderoles sur des ponts des villes de León, San Miguel de Allende, Irapuato, Salamanque, Yuriria, Moroleón et Uriangato, s'engageant à ne provoquer aucune violences lors de la visite papale et enjoignant ses rivaux du Cartel de Jalisco à en faire autant. Les bannières, mises en place le 17 mars et témoignant de la dimension religieuse de l'organisation, portent le message : « Le cartel des Chevaliers Templiers ne prendra part à aucun acte guerrier, nous ne sommes pas des assassins, bienvenue au pape. »   
Des bannières similaires auraient été signées par les rivaux des Templiers, le Cartel de Jalisco Nouvelle Génération. 

### Déclin
En 2013 et 2014, de violents affrontements opposent les Templiers et les groupes d'autodéfense communautaire, des milices composées de civils armés dont le but affiché est d'expulser le cartel du Michoacán. Les méthodes agressives des autodefensas, conjuguées à l'appui des autorités et au soutien de la population, affaiblissent significativement les Templiers,. 
Nazario Moreno González meurt le 9 mars 2014, lors d'un échange de tirs avec la police, dans sa ville natale d'Apatzingán. Cet événement confirme les rumeurs selon lesquelles il n'était en fait pas mort en 2010 et dirigeait bien les Templiers. Quelques semaines plus tard, un autre chef du groupe, Enrique « El Kike » Plancarte, est tué lors d'une fusillade avec les autorités. 
Le 27 février 2015, Servando « La Tuta » Gómez, chef survivant des Templiers, est arrêté par la police fédérale mexicaine. Plusieurs de ses associés sont également pris et de nombreuses propriétés sont saisies par le gouvernement mexicain. La Tuta est condamné à 55 ans de prison en 2019. 
L'un des derniers dirigeants du groupe, Ignacio Rentería Andrade, alias « El Cenizo », est arrêté à son tour en 2017, ce qui achève de fragiliser les Templiers. 
Largement diminués par leurs défaites face aux autodefensas et par la perte de leurs leaders historiques, les Templiers sont aujourd'hui relégués à un rôle secondaire. Ils n'ont cependant pas disparu du Michoacán et se sont alliés à leurs anciens ennemis du Cartel de Jalisco Nouvelle Génération pour survivre. 

## Idéologie et symbolique
Le cartel des Templiers s'est bâti sur un code de conduite strict proche de celui qui régissait La Familia, sous la férule de Nazario Moreno González,. Un livret, décoré de chevaliers portant des lances et des croix et résumant ce code, est remis aux membres du cartel et même à des civils extérieurs à l'organisation, lors d'une campagne visant à convaincre la population des bonnes intentions du groupe. Comptant 22 pages, il s'intitule Le Code des Templiers du Michoacán et contient les règles du groupe, calquées en partie sur celles des Templiers médiévaux. Un livre similaire, basé entre autres sur les théories de l'évangéliste américain John Eldredge, était déjà remis aux membres de La Familia quand elle était active. 
Les nouveaux membres doivent jurer d'aider les pauvres et les faibles, de lutter contre le « matérialisme, l'injustice et la tyrannie », de respecter les femmes et les enfants, de ne pas tuer pour de l'argent et de ne pas consommer de drogues. Le cartel va même jusqu'à déclarer obligatoire le dépistage de ses membres. Bien que le cartel a excusé des actes criminels officiellement interdits par son code éthique, la violation de ce code peut théoriquement valoir la peine de mort au membre fautif. 
Lors de leurs cérémonies d'initiation, les membres portent des heaumes médiévaux en plastique soulignant leur filiation idéologique à l'Ordre du Temple. L'imagerie de l'ordre guerrier au sens large, qu'il s'agisse de tuniques barrées d'une croix rouge ou de boucliers croisés peints sur les véhicules et les bâtiments appartenant au cartel, est largement reprise par les Caballeros Templarios. 
En plus de conférer une certaine discipline aux membres du cartel, l'idéologie des Templiers, conjuguée à des gestes de charité ou encore des banquets donnés en l'honneur des notables du Michoacán, vise à gagner le soutien des populations locales. L'idée est de se présenter en mouvement social et religieux, pour dépasser l'image négative d'un groupe criminel exclusivement motivé par le profit. 